# میراث انقلاب مه

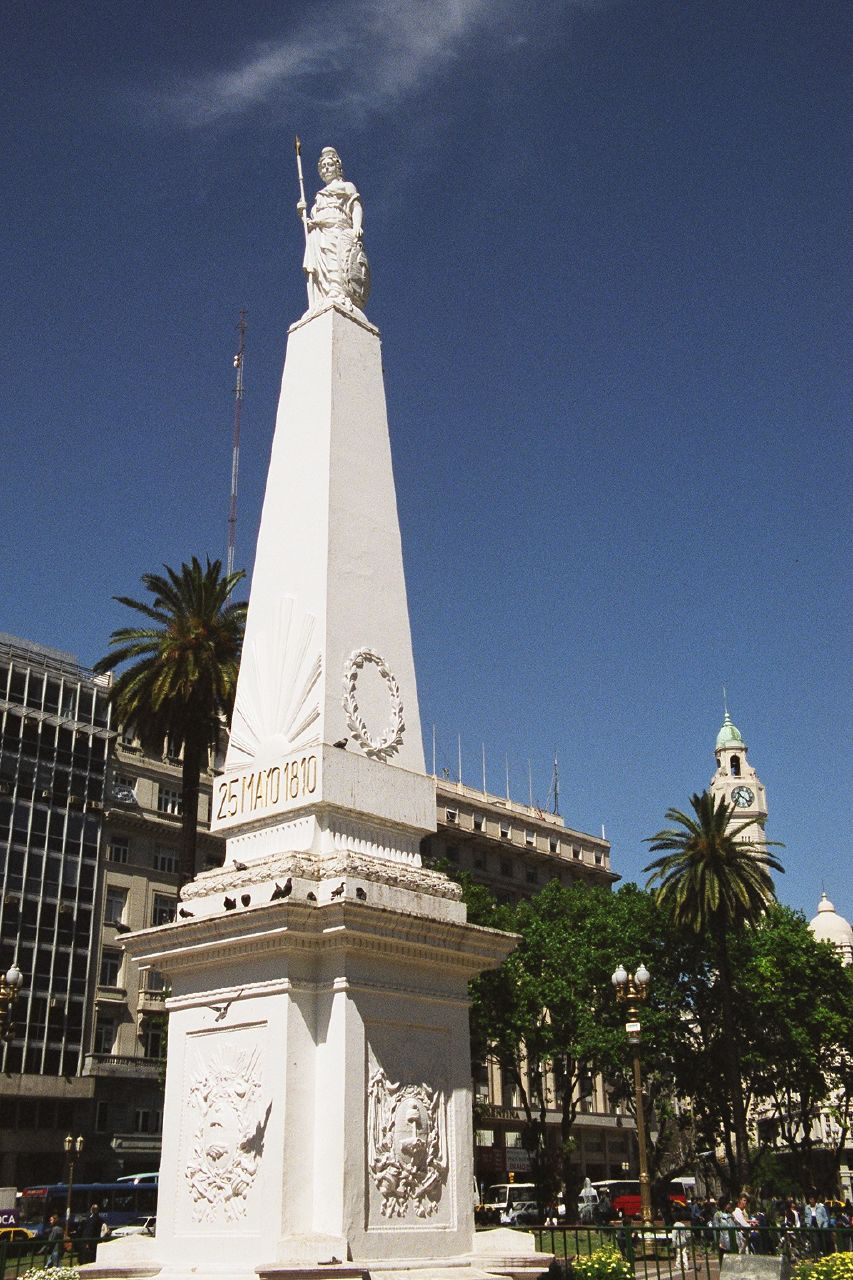
هِرَم مه، بنای یادبود در میدان مه (پلازا دِ مایو)

انقلاب ماهِ مه (اسپانیایی: Revolución de Mayo) مجموعه ای از رویدادهای انقلابی یک هفته‌ای بود که از ۱۸ تا ۲۵ مه ۱۸۱۰ در بوئنوس آیرس، پایتخت نایب السلطنه ریو دِ لا پلاتا، رخ داد. این انقلاب یک‌هفته‌ای سپس موجب آغاز جنگ استقلال آرژانتین شد و نهایتاً به ایجاد کشور آرژانتین مدرن منجر گردید.

## بزرگداشت‌ها
تاریخ ۲۵ مه در تقویم میهن پرستانه در آرژانتین جایگاه ویژه‌ای دارد و به عنوان روز تأسیس اولین دولت میهنی شناخته می‌شود و با ویژگی یک جشن ملی برابری می‌کند. این تعطیلات توسط قانون ۲۱٫۳۲۹ ثبت شده است و غیرمنقول است، به این معنی که بدون توجه به روز هفته دقیقاً در ۲۵ مه جشن گرفته می‌شود. جشن دویستمین سالگرد تأسیس آرژانتین در سال ۲۰۱۰ در همین تاریخ برگزار شد.
۲۵ می در سال ۱۸۱۳ به عنوان یک تاریخ میهن پرستانه تعیین شد، اما اعلامیه استقلال آرژانتین یک روز ملی جایگزین برای آن محسوب می‌گردد. در آغاز، این اختلاف نظر به درگیری‌های بین بوئنوس آیرس و استان‌ها در طول جنگ داخلی آرژانتین افزود، زیرا تاریخ ماه مه صرفاً مربوط به وقایعی است که در شهر بوئنوس آیرس رخ داده و تاریخ ۹ جولای مربوط به کل کشور است. در نتیجه، برناردینو ریواداویا، سیاستمدار اتحادگرا، جشن ۹ ژوئیه را لغو کرد و خوان مانوئل د روساس، حامی فدرالیست‌ها، اجازه داد که این تاریخ در تقویم باشد؛ اما جشن‌های ماه مه را هم در کنار آن حفظ کرد. در سال ۱۸۸۰، با فدرال شدن شهر بوئنوس آیرس، مفاهیم محلی حذف شد و انقلاب مه تولد ملت در نظر گرفته شد.
هم تاریخ و هم تصویر عمومی کابیلدو بوئنوس آیرس، در اشکال مختلف برای گرامیداشت انقلاب مه بازنمایی شده. دو مورد از برجسته‌ترین آنها آونیدا د مایو و پلازا د مایو در بوئنوس آیرس هستند؛ که دو مکان مهم شهر در نزدیکی محل کابیلدو سابق هستند و به یاد انقلاب مه نامگذاری شده‌اند. پیرامید د مایو یک سال پس از انقلاب در میدان ساخته شد و در سال ۱۸۵۶ به شکل کنونی خود بازسازی شد. Veinticinco de Mayo ("25 مه") از نام‌های رایج برای نامگذاری بخش‌های اداری، شهرها، فضاهای عمومی و خیابان‌های آرژانتین است. بخش‌هایی به این نام در استان‌های چاکو، میسیونس، سان خوان، ریو نگرو، و بوئنوس آیرس وجود دارد که دومی دارای شهری به نام Veinticinco de Mayo هم است. شهرهای روزاریو (سانتافه)، جونین (بوئنوس آیرس) و رزیستنسیا (چاکو) دارای میادین همنام مشابهی هستند. جزیره کینگ جورج تحت ادعای حاکمیت آرژانتین، بریتانیا و شیلی (به عنوان بخشی از قطب جنوب آرژانتین، قلمرو قطب جنوب بریتانیا، و قلمرو قطب جنوب شیلی) در کشور آرژانتین با نام Isla 25 de Mayo نامیده شده است.
روی سکه‌های ۲۵ سنتی تصویر یادبود کابیلدو نقش بسته و تصویری از خورشید ماه مه روی سکه ۵ سنتی پزو آرژانتین فعلی حک شده. تصویری از کابیلدو در دوران انقلاب در پشت اسکناس ۵ پزوی موندا ناسیونال سابق هم بود.

## در فرهنگ عامه
سالگرد ۲۵ ماه مه موضوع مقاله‌هایی است که هر سال در مجلات کودکان در آرژانتین، به عنوان مثال Billiken ، منتشر می‌شود و در کتاب‌های درسی مورد استفاده در مدارس ابتدایی شرح داده می‌شود. این نشریات اغلب برخی از جنبه‌های رویداد تاریخی را حذف می‌کنند، زیرا خشونت و محتوای سیاسی آن‌ها ممکن است برای افراد کم سن و سال نامناسب تلقی شود، مانند مسلح کردن مردم پس از تدارک حمله دوم بریتانیا، یا مبارزه طبقاتی بین کریولوها و اسپانیایی‌ها. ادبیات کودک اغلب انقلاب را به عنوان یک رویداد عاری از خشونت نشان می‌دهد که به ناچار به هر طریقی اتفاق می‌افتاد، و تأکید بر مسائل فرعی است مانند اینکه آیا در آن روز باران می‌بارید یا نه، یا این که استفاده از چتر گسترده بود یا محدود به یک اقلیت خاص بود. حضور کارگران مختلف از جمله یک مازاموررو که در روز ۲۵ مه در میدان ۲۵ ماه مه در بین مردم کیک پخش می‌کرد، به عنوان کهن الگوی انقلاب ارائه می‌شود. نمایشنامه‌های مدرسه یا برنامه‌های تلویزیونی در تعطیلات ملی شامل چنین بازآفرینی صحنه‌هایی است.
صدمین سالگرد آرژانتین منجر به خلق آثار و نمایش‌نامه‌های مختلفی شد. نقاش شیلیایی پدرو سوبرکاسو نقاشی‌های مرتبط بسیاری را به درخواست آنجل کارانزا خلق کرد، مانند Cabildo abierto del 22 de mayo de 1810 ; تصویری که ماریانو مورنو روی میزتحریر می‌نویسد. آغوش مایپو بین سن مارتین و برناردو اوهیگینس و اولین پخش سرود ملی آرژانتین. چنین آثاری بعداً به تصاویر متعارف انقلاب تبدیل شدند. این صدمین سالگرد منجر به تولید فیلم صامت اولیه La Revolución de Mayo هم شد که در سال ۱۹۰۹ توسط ماریو گالو فیلمبرداری شده و در سال ۱۹۱۰ به نمایش درآمد. این اولین فیلم داستانی آرژانتینی بود که با بازیگران حرفه ای ساخته شد.
از جمله آهنگ‌های الهام گرفته شده از وقایع ماه مه، "Candombe de 1810" است. خواننده تانگو، کارلوس گاردل، نیز آهنگ "El Sol del 25" را با اشعار دومینگو لومباردی و جیمز روکا خواند و "Salve Patria" توسط یوجنیو کاردناس و گیلرمو باربیری خوانده شد. به همین ترتیب، پیتر بروتی «Gavota de Mayo» را با موسیقی محلی خلق کرد.
یک تحلیل انقلاب ماه مه از دیدگاه داستان‌های ادبی، رمان La Revolución es un Sueño Eterno است که در سال ۱۹۸۷ منتشر شد. ("انقلاب یک رویای ابدی است")، نوشته آندرس ریورا. این روایت بر اساس خاطرات خیالی خوآن خوزه کاستلی است که به دلیل رفتارش در جریان مبارزات فاجعه بار نخستین اردوکشی به پرو علیا محاکمه شد. ریورا از طریق روایت تخیلی یک اسپانیایی بیمار و مریض، تاریخ رسمی و ماهیت انقلاب را نقد می‌کند.
دویستمین سالگرد در سال ۲۰۱۰ آثار مرتبط کمتری نسبت به صدمین سال تولید کرد.